# Bühren
Bühren er en by og kommune i det centrale Tyskland, beliggende under Landkreis Göttingen 16 km sydvest for Göttingen, i den sydlige del af delstaten Niedersachsen.

## Geografi
Bühren ligger mellem Hann. Münden mod sydvest, og Dransfeld mod nordøst. Kommunen er beliggende ved østenden af landskabet Bramwald i Naturpark Münden og gennemløbes af floden Schedes øvre løb, hvis kilder ligger i den sydvestlige ende af kommunen.
Bühren er en del af amtet samtgemeinde Dransfeld.